# Arkys kaszabi
Arkys kaszabi là một loài nhện trong họ Araneidae.
Loài này thuộc chi Arkys. Arkys kaszabi được miêu tả năm 1978 bởi Balogh.